# 牛丸謙壱
牛丸 謙壱（うしまる けんいち）は、 日本のテレビプロデューサー。株式会社フジテレビジョン・フジ・ポニー、テレビ企画制作部。IVSテレビ制作株式会社・常務取締役・専務取締役・特別顧問を歴任USテレビ株式会社代表取締役社長。USTV・日本デジタルテレビ放送株式会社・代表取締役社長。現在は代表取締役会長。日本大学文理学部卒業。石川県金沢市出身。

## 来歴・人物
石川県金沢市出身。日本大学文理学部を卒業。株式会社フジテレビジョン・フジ・ポニー入社。日本の女性プロデューサーの草分け常田久仁子がトップを務める制作部門に配属となる。
ワイドショー(生放送)、 音楽系、スペシャル番組などを制作後、IVSテレビ制作株式会社に移籍。読売テレビ出身で当時の副社長である長尾忠彦現、代表取締会長に教えを請い、番組作りの基本となる番組企画、プロデュース、製作などの指導を受ける。
ビートたけしのテレビでの代表作ともいえる「オレたちひょうきん族」(フジテレビ)、「痛快なりゆき番組 風雲!たけし城」(TBS)、「ビートたけしのスポーツ大将」(テレビ朝日)に携わる。
その後北野武、演出家のテリー伊藤と構成作家の豊村剛とタッグを組み、「天才・たけしの元気が出るテレビ!!」の企画製作を行った。
ものまね番組の企画を得意としており、「ものまねバトル」(日本テレビ)など、NHKを除く民放各キー局全てのものまね番組の企画に携わった。

## 受賞
- 社団法人 日本民間放送連盟：日本民間放送連盟賞 テレビ娯楽番組部門優秀賞
- 社団法人全日本テレビ番組製作者連盟
- 第3回 ATP賞・最優秀賞
- 第3回 ATP賞・ 人気番組賞

## 掲載
- 「放送文化」 (ＮＨＫ・日本放送出版協会)
- 「アサヒ芸能」(徳間書店)
- 「ザテレビジョン」(角川書店)

## 記事
- 「讀賣新聞」 (読売新聞社)

## 主なテレビ番組
- 『天才・たけしの元気が出るテレビ!!』
- 『超・天才・たけしの元気が出るテレビ!!』
- 『超豪華!史上最強!ものまねバトル大賞』
- 『ものまねBATTLE』
- 研ナオコ・ヒロミ 『ものまねバトル』
- 『ものまねバトル☆CLUB』
- 『鉄腕!DASH!!』(企画）→
→『ザ!鉄腕!DASH!!』
- 『たけしのここだけの話』(企画)
- ビートたけし『テレビに出たいやつみんな来い!!』
- 『わっ!!ツービートだ』
- 『たけしの金太郎飴』
- 『ビートたけしの全日本お笑い研究所』
- 『番組の途中ですが・・・再びたけしです』
- 『たけしの毒ガス意地悪ゲーム』
- 『ビートたけしの家庭でできる家族対抗いじわるゲーム大会』
- 『ビートたけしのオールスターどっきりゲーム大会』
- 『ビートたけしの放送禁止企画全部やります』
- 『ビートたけしのオール民放大当り番組全部見せます!]』
- 『タモリのなんでも大自慢』
- 『タモリのわが家の自慢話大賞』
- 『タモリの女5人と管理人』
- 『タモリの見栄講座』
- 『タモリの世界そっくり大賞』
- 『とんねるずの輝け!そっくり大賞』
- 『とんねるずの仁義なき花の芸能界全部乗っ取らせていただきます』
- 和田アキ子『史上最高そっくり大賞』
- 『大爆笑!! そっくり大賞日本一』第1回、第2回
- 『紅白そっくり大賞』
- 『全日本そっくり大賞』
- 『ザ・そっくりショー』
- 『激突!世紀の決戦 オールスターそっくりものまね大賞』
- 『梅宮辰夫の美女に乾杯』
- 『ちょっと夜あそび』
- 『関口宏「知ってるつもり?!」』
- 『SEIKOグルメワールド 世界食べちゃうぞ!!』
- 『味の素・世界ごちそうさま!!』
- 『味の素ごちそうさまワールド・地球おいしいぞ!!』
- 『グルメな冒険 お願い!リストランテ』
- 『PAKU2グルメんぼ』
- 『ギブUPまで待てない!!ワールドプロレスリング』
- 『日本の博士50人クイズ』
- 『スーパースペシャル'94　スターの隠れ家大公開』
- 『スターの隠れ家大公開2』
- 『中森明菜のわがまま美女快楽二人旅 絶叫!激辛!大騒ぎ珍道中!』
- 『'97絶叫!激辛!大爆笑!大騒ぎ超豪華珍道中!!』
- 『超豪華!超過激!美人女優 香港（秘）グルメ体験』
- 『爆笑珍道中!激辛激安 美女３人組の魅惑の旅シンガポール』
- 『超豪華!（秘）買い物天国東京・韓国・香港 美女＆熟女買いまくり』
- 『超豪華！グルメ！癒しエステ（秘）体験！津軽三味線が行く！フランス欲ばり珍道中』
- 『所さんのオールスター実家大賞』
- 『輝け！オールスターザ☆変装大賞』
- 『オールスターどっきり変装☆変身大作戦』
- 『オールスター変装グランプリ』
- 『オールスター初恋大賞』
- 『オールスターデビューの祭典』
- 『ご機嫌!オールスター料理大賞』
- 『祝!! 新入学スペシャル オールスター頭の良くなる学校　～こんな学校が欲しかった!!～』
- 『あの日あの時あの名場面100大スター★もう一度みたい』
- 『史上最大の作戦'94 超ウルトラ いたずら大計画』
- 『初笑い！ 紅白 オールスター 世界いたずら大挑戦』
- 『さんまの爆笑!!オールスター決死のいたずら大挑戦』
- 『さんまのオールスターどっきり変装☆変身大合戦！』
- 『テレビ公開裁判・1億3000万人の陪審員』1・2
- 『緊急生放送！高塚光が超能力者廃業宣言！！病んだ日本列島に奇跡が！？今夜あなたも超能力者に･･･』
- 『大東京24時間オニごっこ』
- 『首都大捜索！24時間大脱走グランプリ!!』
- 『史上最大オールスター146人総出演!「こんなクイズがあってもいいじゃないか大賞」』
- 『オールスター100人ビンゴクイズ』
- 『ぷるるんクニクニ島』
- 『おとこの台所』
- 『世界の休日』
- 『オールスターお見合い大賞』
- 『噂のカップルスターお見合い大賞』
- 『オールスターアイドル天国対決サバイバル大賞』
- 『世界の遊園地すべてお楽しみいただけます!』
- 『花嫁するの本当ですか』(企画)
- 『スター㊙️訪問!!』
- 『スター爆笑Q&A』
- 『三枝の爆笑夫婦』
- 『今日もワクワク』
- 『クイズラブラブジャンプ』
- 『ロンブー荘青春記』
- 『ロンブー龍』
- 『ハートにジャストミート』
- 『松方弘樹&高田純次モンキーパーティー』
- 『純ちゃん郁恵の自慢じゃないけど』
- 『高田純次のこれで今週も幸せです』
- 『アッコのかるーく見てみたい』
- 『みのもんたの見たい知りたい』
- 『高校生制服対抗ダンス甲子園』（天才・たけしの元気が出るテレビ!!内コーナー）
- 『皇室が愛した名旅館』
- 『皇室が愛した風景』
- 『恒例！お正月映画全部見せます』
- 『BeeTV、アポなしチャンネル』
- 『スーパーカーレース』
- 『海越え山越え砂漠越え-力走72時間-人力自動車大競争』